# Мері Розенблум
Мері Розенблум (англ. Mary Rosenblum; 27 червня 1952 — 11 березня 2018) — американська письменниця у жанрі наукової фантастики.

## Біографія
Народилася 1952 року у Левіттауні, Нью-Йорк, США. Дитинство провела в Еллісон Парк, маленькому шахтарському містечку поблизу Пітсбурга, Пенсильванія. Навчалася у Рід-коледжі, де їй присуджено науковий ступінь з біології. 1988 року також відвідувала літературну майстерню «Кларіон Вест».
Її перше оповідання побачило світ 1990 року, а перший же роман вийшов 1993 року. Писала переважно у жанрі наукової фантастики. Єдиним винятком стала серія детективних романів «Садові таємниці» (1999—2002; під ім'ям Мері Фріман).
1994 року роман «Посушливі землі» приніс авторці Меморіальну премію імені Комптона Крука, яка вручається за найкращий дебютний фантастичний роман. 1996 року за роман «Химера» (1993) письменниця удостоїлася фінської премії «Мандрівна зоря», а 2009 стала лауреаткою премії «Кружний шлях» (за оповідання «Жертвопринесення»). До того ж, Мері Розенблум — фіналістка таких престижних літературних премій як «Г'юго», «Неб'юла» тощо.
Наприкінці життя відійшла від написання творів. У рамках програми «The New Writer's Interface» («Межа нового письменника») більше займалася допомогою молодим авторам у їхньому становленні та виданні книг.
Мері Розенблум також була вправним сироваром, викладала це мистецтво на курсах. У 57 років відкрила для себе небо, отримавши ліцензію льотчиці. Була президентом Асоціації орегонських пілотів. За словами самої авторки, це заняття допомагало їй перезарядити її креативність. 11 березня 2018 року загинула в авіакатастрофі, пілотуючи невеличкий літак.

## Цитата
В одному з інтерв'ю Мері Розенблум так говорить про наукову фантастику та свою творчість:

| Я пишу наукову фантастику та жорстку наукову фантастику, але не обов'язково про роботів та космічні кораблі, хоча нещодавно я й вибралася за межі нашої планети. Я завжди цікавилась завтрашнім днем та тим, що він нам принесе. <...> Я люблю ставити багато запитань, як-от: "Що трапиться, коли наші технології стануть кращими, ми почнемо жити довше чи навіть станемо безсмертними? Що станеться, коли зникне наше особистісне життя і ми знатимемо все про всіх і те, що вони роблять? Як це насправді жити на орбіті Землі і ділитись і так обмежений простір з іншими людьми? Що ми скоріш за все знайдемо у сонячній системі, поза межами нашої планети? Як це — бути людиною?" Це ті речі, які я люблю досліджувати у своїх розповідях. |

## Твори

### Романи
- The Drylands (1993) — «Посушливі землі»;
- Chimera (1993) — «Химера»;
- The Stone Garden (1994) — «Кам'яний сад»
- Devil's Trumpet (1999) — «Труба диявола»;
- Deadly Nightshade (1999) — «Беладона»;
- Bleeding Heart (2000) — «Знекровлене серце»;
- Garden View (2002) — «Садовий краєвид»;
- Water Rites (2006) — «Водяні ритуали»;
- Horizons (2007) — «Горизонти».

### Збірка
- Synthesis & Other Virtual Realities (1996) — «Синтетичні та інші віртуальні реальності».

### Нон-фікшн
- Self Publishing Success: A Handbook for New Writers (2013) — «Успіх самвидаву: Посібник для нових авторів».